# Villingeskogens naturreservat
Villingeskogens naturreservat är ett naturreservat i Heby kommun i Uppsala län.
Området är naturskyddat sedan 1996 och är 29 hektar stort. Reservatet består av barrskog och sumpskog.